# ウスバカゲロウ

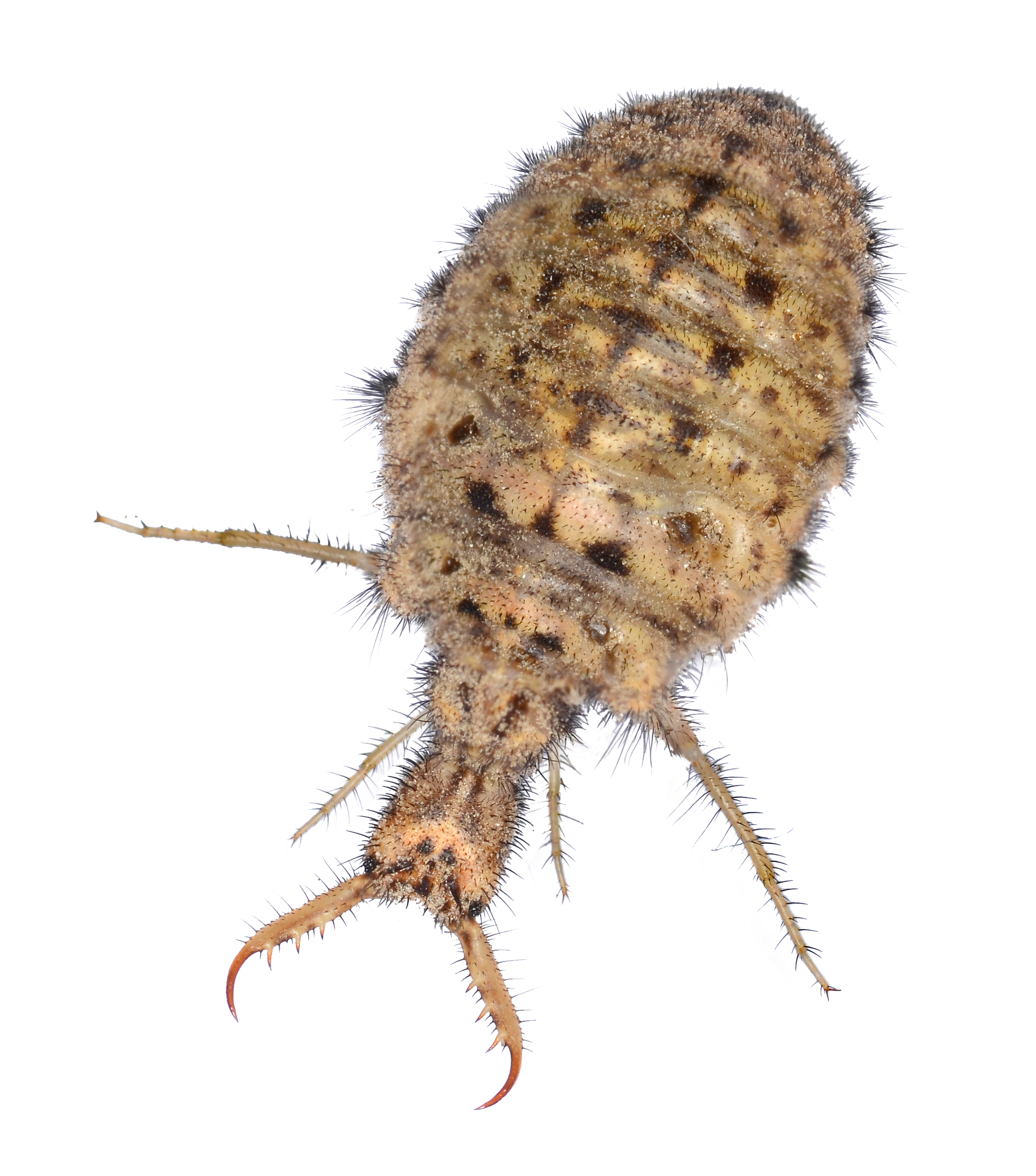
アリジゴク
ウスバカゲロウの幼虫

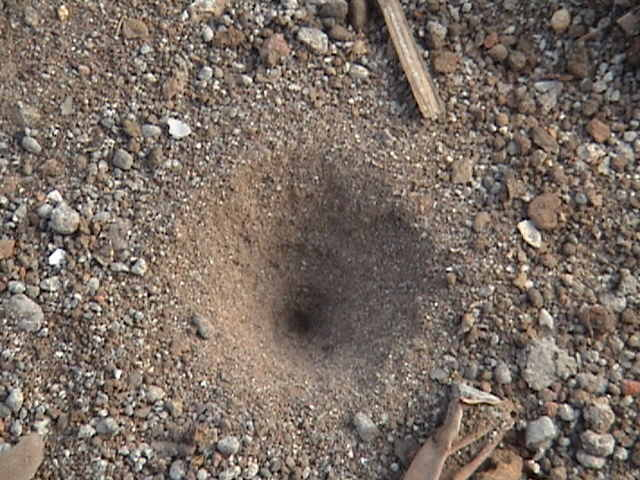
アリジゴクの巣

ウスバカゲロウ（薄翅蜉蝣、薄羽蜉蝣、蚊蜻蛉）はアミメカゲロウ目（脈翅目）ウスバカゲロウ科 Myrmeleontidae の昆虫の総称、またはその一種ウスバカゲロウ Baliga micans MacLachlan を指す。

## ウスバカゲロウ科
ウスバカゲロウ科は「カゲロウ」という名が付けられているがカゲロウ目とは縁遠い昆虫である。ただし、一般的に区別されていない。すり鉢状の巣を形成する、アリジゴクの成虫である。卵→幼虫→蛹→成虫という完全変態をする昆虫である。
外見はトンボによく似ており、細長い体、丸い頭と細長い翅を持っている。ただし、止まるときは翅を背中に伏せてたたむこと、頭は小さくて複眼がさほど巨大ではないこと、短く太い触角などで区別できる。また、「カゲロウ」とあるように、ひらひらと舞い、トンボのように飛ばない。触角が短いため、ツノトンボと区別できる。
地方によっては極楽トンボ、神様トンボなど様々な俗称がある。

### アリジゴク
このグループの一部の幼虫はアリジゴク（蟻地獄、沙挼子）と呼ばれ、軒下等の風雨を避けられるさらさらした砂地にすり鉢のようなくぼみを作り、その底に住み、迷い落ちてきた地表歩行性節足動物に大顎を使って砂を浴びせかけ、くぼみの中心部に滑り落として捕らえることで有名である。英語ではant lion（アリのライオン）と呼ばれている。その一方で，このグループの幼虫の多くはこのようなくぼみは作らず，砂や土の下，岩場や樹木の表面で節足動物を待ち伏せする戦略をとる．
捕らえた獲物には消化液を注入し、体組織を分解した上で口器より吸汁する。この吐き戻し液は獲物に対して毒性を示し、しかも獲物は昆虫病原菌に感染したかのように黒変して致死する。その毒物質は、アリジゴクと共生関係にあるクレブシエラ･アエロゲネスなどに由来する。生きているアリジゴクのそ嚢に多数の昆虫病原菌が共生しており、殺虫活性はフグ毒のテトロドトキシンの130倍といわれている。　
吸汁後に残る外骨格は、再び大顎を使ってすり鉢の外に放り投げる。
一方でアリジゴクは獲物が落ちてくることが確実でないため、実験では3ヶ月以上飲まず食わずでも耐えることができる。
アリジゴクは、後ろにしか進めないが、初齢幼虫の頃は前進して自ら餌を捉える。また、アリジゴクは肛門を閉ざして糞をせず、成虫になる羽化時に幼虫の間に溜まった糞をする。幼虫は蛹になるとき土中に丸い繭をつくる。羽化後は幼虫時と同様に肉食の食性を示す。かつてはウスバカゲロウ類の成虫は水だけを摂取して生きるという説が存在したが、オオウスバカゲロウなど一部の種では肉食の食性が判明している。成虫も幼虫時と同じく、消化液の注入により体組織を分解する能力を備えている。ウスバカゲロウの成虫はカゲロウの成虫ほど短命ではなく、羽化後2 - 3週間は生きる。
一般にはアリジゴクは、羽化時まで糞だけでなく尿も排泄しないということが通説化していたが、2010年にこれが覆されたと報道された。報道によれば、千葉県袖ケ浦市在住の小学校4年生がアリジゴクの尻から黄色い液体が出ることを発見し、日本昆虫協会に報告した。1998年には研究者が「糞は排泄しないが尿はする」ことを調べ、尿の成分に関する論文も発表していたが、多くの人が長年確かめようとしなかった昆虫の生理生態を小学生が自力で発見したことが評価され、この研究に対して協会より「夏休み昆虫研究大賞」が授与された。

### 下位分類
- コウスバカゲロウ属 Myrmeleon
  - コウスバカゲロウ M. formicarius
  - クロコウスバカゲロウ M. bore
  - ハマベウスバカゲロウ M.solers
  - ミナミハマベウスバカゲロウ
- ウスバカゲロウ属 Baliga
  - ウスバカゲロウ B. micans MacLachlan, 1875
  - リュウキュウウスバカゲロウ B. ryukyuensis Hayashi et Matsumoto, 2020
  - キムラウスバカゲロウ B. kimurai Hayashi et Matsumoto, 2020
- モイワウスバカゲロウ属 Epacanthaclisis
  - モイワウスバカゲロウ E. moiwana Okamoto, 1905
- オオウスバカゲロウ属 Heoclisis
  - オオウスバカゲロウ
- マダラウスバカゲロウ属 Dendroleon
  - マダラウスバカゲロウ  D. pupiliaris (Gerstaecker, 1894)
- コマダラウスバカゲロウ属 Gatzara
  - コマダラウスバカゲロウ G. jezoensis
- カスリウスバカゲロウ属 Distoleon
  - カスリウスバカゲロウ
  - コカスリウスバカゲロウ
  - リュウキュウカスリウスバカゲロウ
  - ヤエヤマウスバカゲロウ
  - オガサワラカスリウスバカゲロウ
- ホシウスバカゲロウ属 Paraglenurus
  - ホシウスバカゲロウ P. japonicus (MacLachlan, 1867)
  - リュウキュウホシウスバカゲロウ P. okinawensis (Okamoto, 1910)
  - サキシマホシウスバカゲロウ P. sakishimensis Matsumoto, Kikuta & Hayashi, 2021
  - チャバネホシウスバカゲロウ P. fulvus Matsumoto, Kikuta & Hayashi, 2021
  - シロハネウスバカゲロウ P. albiventris Matsumoto, Kikuta & Hayashi, 2021
  - クロホシウスバカゲロウ P. melanostictus Matsumoto, Kikuta & Hayashi, 2021
  - ムモンホシウスバカゲロウ P. impunctatus Matsumoto, Kikuta & Hayashi, 2021
- ヒメウスバカゲロウ属 Pseudoformicaleo
  - ヒメウスバカゲロウ Ps. jacobsoni van der Weele, 1909

## ウスバカゲロウ
ウスバカゲロウ（Baliga micans ）は、ウスバカゲロウ属の1種である。前翅の長さは4cm前後で、頭部は光沢のある黒色、胸部の背側は黒で腹側は黄色、隆起した後頭中央接合部は陥没して黄色である。触角は黒色である。翅は透明で薄くやや幅広く、縁紋は黄白色。翅脈は黄褐色ないし褐色である。
科名や属名との混同を避けるため，ナミウスバカゲロウと表記されることもある。

## アリジゴクの飼育
外で採集した際は採集した場所の砂を使うといい。深さは3cm以上の深さにする。巣の直径は1〜6cmなので、直径6cmより大きいケースであれば何でもいい。砂は砂粒どうしがくっつかない程度に湿らせる。エサはアリ、イモムシ、ダンゴムシなどを与える。早く成虫にさせたければ3日に1回ほど与えるといいが、大型のエサをあげたあとはしばらく食べないことがあるので様子を見ながら頻度を調整する。梅雨の時期前後にエサをあげても変化が見られなくなったら、土を固めてつくられた繭を探してみる。繭があれば、羽化に備えて割り箸などを立てておくといい。